# CONCACAF Champions Cup 2025
La CONCACAF Champions Cup 2025 è stata la 60ª edizione della CONCACAF Champions Cup, la principale competizione continentale organizzata dalla CONCACAF, organo amministrativo del calcio in America del Nord, America centrale e nei Caraibi. La manifestazione è iniziata il 4 febbraio 2025 ed è terminata il 1° giugno 2025.
Il Cruz Azul, vincitore della competizione per la settima volta nella sua storia, si è qualificato per la Coppa Intercontinentale FIFA 2025 e alla Coppa del mondo per club FIFA 2029.

## Assegnazione dei posti
In totale, ventisette squadre prendono parte al torneo, con cinque di loro che ottengono automaticamente la qualificazione agli ottavi di finale e le restanti ventidue che iniziano dal primo turno.
Dodici dei ventisette posti sono assegnati in base alle competizioni continentali di secondo e terzo livello, la riformata Leagues Cup (3 posti) e le già esistenti CONCACAF Caribbean Cup (3 posti) e CONCACAF Central American Cup (6 posti).
Diversamente dalle edizioni precedenti, le tre squadre canadesi partecipanti alla Major League Soccer hanno potuto qualificarsi alla competizione non solo tramite gli slot riservati al Canadian Championship, ma anche tramite i cinque riservati alla MLS, mentre le squadre partecipanti alla Canadian Premier League ricevono due slot dal campionato. Sono disponibili inoltre uno slot per la Lamar Hunt U.S. Open Cup e uno per il Canadian Championship.

### Distribuzione
Le 27 squadre partecipanti sono ripartite come segue in base alla federazione subcontinentale:
- Zona Nordamericana: 18 squadre provenienti da 3 federazioni.
- Zona Centroamericana: 6 squadre provenienti da 4 federazioni.
- Zona Caraibica: 3 squadre provenienti da 3 federazioni.

5 squadre sono automaticamente qualificate agli ottavi di finale:
- Le vincitrici delle competizioni regionali per ognuna delle tre zone CONCACAF
- I vincitori della Major League Soccer 2024 e della Liga MX 2023-2024 (quest'ultima ha due diversi campioni, uno per Apertura e uno per Clausura, quindi lo slot è riservato alla vincente di periodo con il maggior numero di punti complessivi)

Le rimanenti 22 squadre iniziano la competizione dal primo turno:
- Le squadre seconda e terza classificata nella Leagues Cup 2024
- Le squadre seconda e terza classificata nella CONCACAF Caribbean Cup 2024
- Le altre tre semifinaliste e le due vincenti degli spareggi nella CONCACAF Central American Cup 2024
- La vincente della U.S. Open Cup
- La vincente del Canadian Championship
- Le vincenti della stagione regolare e dei play-off di Canadian Premier League
- La vincente dell'altro periodo e le altre quattro squadre con il miglior punteggio nella classifica aggregata della Liga MX
- La vincente del MLS Supporters' Shield
- La vincente dell'altra Conference e le altre due squadre con il miglior punteggio nel Supporter's Shield di Major League Soccer

## Squadre partecipanti
Di seguito i club partecipanti alla manifestazione.
| Competizione         | Squadra       | Qualificazione                                                   | App. | Miglior risultato       |
| -------------------- | ------------- | ---------------------------------------------------------------- | ---- | ----------------------- |
| Caribbean Cup        | Cavalier      | Vincitore della Caribbean Cup 2024                               | 2°   | Primo turno (2024)      |
| Central American Cup | Alajuelense   | Vincitore della Central American Cup 2024                        | 28°  | Vincitore (2004)        |
| Leagues Cup          | Columbus Crew | Vincitore della Leagues Cup 2024                                 | 6°   | Finale (2024)           |
| Liga MX              | América       | Campione sia di Apertura che di Clausura della Liga MX 2023-2024 | 16°  | Vincitore (2015-16)     |
| Major League Soccer  | LA Galaxy     | Vincitore della Major League Soccer 2024                         | 11°  | Quarti di finale (2000) |

| Competizione            | Squadra             | Qualificazione                                                                 | App. | Miglior risultato       |
| ----------------------- | ------------------- | ------------------------------------------------------------------------------ | ---- | ----------------------- |
| Canadian Championship   | Vancouver Whitecaps | Vincitore del Canadian Championship 2024                                       | 5°   | Semifinale (2016-17)    |
| Canadian Premier League | Cavalry             | Vincitore della Canadian Premier League 2024                                   | 2°   | Primo turno (2024)      |
| Canadian Premier League | Forge               | 1° nella stagione regolare di Canadian Premier League 2024                     | 3°   | Ottavi di finale (2022) |
| Caribbean Cup           | Cibao               | Finalista della Caribbean Cup 2024                                             | 2°   | Ottavi di finale (2018) |
| Caribbean Cup           | Real Hope FA        | 3° nella Caribbean Cup 2024                                                    | 1°   | Debutto                 |
| Central American Cup    | Real Estelí         | Finalista della Central American Cup 2024                                      | 13°  | Ottavi di finale (2021) |
| Central American Cup    | Antigua GFC         | Semifinalisti della Central American Cup 2024                                  | 2°   | Fase a gironi (2016-17) |
| Central American Cup    | Herediano           | Semifinalisti della Central American Cup 2024                                  | 17°  | Semifinale (2014-15)    |
| Central American Cup    | Saprissa            | Vincitori degli spareggi della Central American Cup 2024                       | 38°  | Vincitore (2005)        |
| Central American Cup    | Motagua             | Vincitori degli spareggi della Central American Cup 2024                       | 21°  | Quarti di finale (2023) |
| Leagues Cup             | Los Angeles FC      | Finalista della Leagues Cup 2024                                               | 3°   | Finale (2023)           |
| Leagues Cup             | Colorado Rapids     | 3° nella Leagues Cup 2024                                                      | 4°   | Ottavi di finale (2022) |
| Liga MX                 | Tigres UANL         | Finalista di Apertura della Liga MX 2023-2024                                  | 12°  | Vincitore (2020)        |
| Liga MX                 | Cruz Azul           | Finalista di Clausura della Liga MX 2023-2024                                  | 18°  | Vincitore (2013-14)     |
| Liga MX                 | Monterrey           | Successive tre squadre con il miglior punteggio totale della Liga MX 2023-2024 | 13°  | Vincitore (2021)        |
| Liga MX                 | Guadalajara         | Successive tre squadre con il miglior punteggio totale della Liga MX 2023-2024 | 10°  | Vincitore (2018)        |
| Liga MX                 | Pumas UNAM          | Successive tre squadre con il miglior punteggio totale della Liga MX 2023-2024 | 12°  | Vincitore (1989)        |
| Major League Soccer     | Inter Miami         | Vincitore del MLS Supporters' Shield 2024                                      | 2°   | Quarti di finale (2024) |
| Major League Soccer     | FC Cincinnati       | Successive tre squadre con il miglior punteggio totale della MLS 2024          | 2°   | Ottavi di finale (2024) |
| Major League Soccer     | Real Salt Lake      | Successive tre squadre con il miglior punteggio totale della MLS 2024          | 4°   | Finale (2010-11)        |
| Major League Soccer     | Seattle Sounders    | Successive tre squadre con il miglior punteggio totale della MLS 2024          | 8°   | Vincitore (2022)        |
| U.S. Open Cup           | Sporting K.C.       | Finale della U.S. Open Cup 2024                                                | 7°   | Semifinale (2019)       |

## Date
Di seguito il calendario dei turni.
| Turno            | Andata               | Ritorno                |
| ---------------- | -------------------- | ---------------------- |
| Primo turno      | 4-6 e 18-20 febbraio | 11-13 e 25-27 febbraio |
| Ottavi di finale | 4-6 marzo            | 11-13 marzo            |
| Quarti di finale | 1-3 aprile           | 8-10 aprile            |
| Semifinali       | 22-24 aprile         | 29 aprile - 1 maggio   |
| Finale           | 1 giugno             | 1 giugno               |

## Partite

### Tabellone
|  | Ottavi di finale          | Ottavi di finale | Ottavi di finale | Ottavi di finale |   |                           | Quarti di finale | Quarti di finale | Quarti di finale | Quarti di finale |                     |   | Semifinali | Semifinali | Semifinali | Semifinali |                     |  | Finale | Finale | Finale | Finale |
|  |                           |                  |                  |                  |   |                           |                  |                  |                  |                  |                     |   |            |            |            |            |                     |  |        |        |        |        |
|  | Los Angeles FC            | 3                | 1                | 4                |   |                           |                  |                  |                  |                  |                     |   |            |            |            |            |                     |  |        |        |        |        |
|  | Columbus Crew             | 0                | 2                | 2                |   |                           |                  |                  |                  |                  |                     |   |            |            |            |            |                     |  |        |        |        |        |
|  | Columbus Crew             | 0                | 2                | 2                |   | Los Angeles FC            | 1                | 1                | 2                |                  |                     |   |            |            |            |            |                     |  |        |        |        |        |
|  |                           |                  |                  |                  |   | Los Angeles FC            | 1                | 1                | 2                |                  |                     |   |            |            |            |            |                     |  |        |        |        |        |
|  |                           | Inter Miami      | 0                | 3                | 3 |                           |                  |                  |                  |                  |                     |   |            |            |            |            |                     |  |        |        |        |        |
|  | Inter Miami               | Inter Miami      | 0                | 3                | 3 | 2                         | 2                | 4                |                  |                  |                     |   |            |            |            |            |                     |  |        |        |        |        |
|  | Inter Miami               |                  |                  |                  |   | 2                         | 2                | 4                |                  |                  |                     |   |            |            |            |            |                     |  |        |        |        |        |
|  | Cavalier                  | 0                | 0                | 0                |   |                           |                  |                  |                  |                  |                     |   |            |            |            |            |                     |  |        |        |        |        |
|  | Cavalier                  | 0                | 0                | 0                |   |                           |                  |                  |                  |                  | Vancouver Whitecaps | 2 | 3          | 5          |            |            |                     |  |        |        |        |        |
|  |                           |                  |                  |                  |   |                           |                  |                  |                  |                  |                     | 2 | 3          | 5          |            |            |                     |  |        |        |        |        |
|  |                           | Inter Miami      | 0                | 1                | 1 |                           |                  |                  |                  |                  |                     |   |            |            |            |            |                     |  |        |        |        |        |
|  | Vancouver Whitecaps (gfc) | Inter Miami      | 0                | 1                | 1 | 1                         | 2                | 3                |                  |                  |                     |   |            |            |            |            |                     |  |        |        |        |        |
|  | Vancouver Whitecaps (gfc) |                  |                  |                  |   | 1                         | 2                | 3                |                  |                  |                     |   |            |            |            |            |                     |  |        |        |        |        |
|  | Monterrey                 | 1                | 2                | 3                |   |                           |                  |                  |                  |                  |                     |   |            |            |            |            |                     |  |        |        |        |        |
|  | Monterrey                 | 1                | 2                | 3                |   | Vancouver Whitecaps (gfc) | 1                | 2                | 3                |                  |                     |   |            |            |            |            |                     |  |        |        |        |        |
|  |                           |                  |                  |                  |   | Vancouver Whitecaps (gfc) | 1                | 2                | 3                |                  |                     |   |            |            |            |            |                     |  |        |        |        |        |
|  |                           | Pumas UNAM       | 1                | 2                | 3 |                           |                  |                  |                  |                  |                     |   |            |            |            |            |                     |  |        |        |        |        |
|  | Pumas UNAM                | Pumas UNAM       | 1                | 2                | 3 | 2                         | 1                | 3                |                  |                  |                     |   |            |            |            |            |                     |  |        |        |        |        |
|  | Pumas UNAM                |                  |                  |                  |   | 2                         | 1                | 3                |                  |                  |                     |   |            |            |            |            |                     |  |        |        |        |        |
|  | Alajuelense               | 0                | 1                | 1                |   |                           |                  |                  |                  |                  |                     |   |            |            |            |            |                     |  |        |        |        |        |
|  | Alajuelense               | 0                | 1                | 1                |   |                           |                  |                  |                  |                  |                     |   |            |            |            |            | Vancouver Whitecaps |  |        | 0      |        |        |
|  |                           |                  |                  |                  |   |                           |                  |                  |                  |                  |                     |   |            |            |            |            |                     |  |        | 0      |        |        |
|  |                           | Cruz Azul        |                  |                  | 5 |                           |                  |                  |                  |                  |                     |   |            |            |            |            |                     |  |        |        |        |        |
|  | Guadalajara               | Cruz Azul        | 1                | 0                | 5 | 1                         |                  |                  |                  |                  |                     |   |            |            |            |            |                     |  |        |        |        |        |
|  | Guadalajara               |                  | 1                | 0                |   | 1                         |                  |                  |                  |                  |                     |   |            |            |            |            |                     |  |        |        |        |        |
|  | América                   | 0                | 4                | 4                |   |                           |                  |                  |                  |                  |                     |   |            |            |            |            |                     |  |        |        |        |        |
|  | América                   | 0                | 4                | 4                |   | América                   | 0                | 1                | 1                |                  |                     |   |            |            |            |            |                     |  |        |        |        |        |
|  |                           |                  |                  |                  |   | América                   | 0                | 1                | 1                |                  |                     |   |            |            |            |            |                     |  |        |        |        |        |
|  |                           | Cruz Azul        | 0                | 2                | 2 |                           |                  |                  |                  |                  |                     |   |            |            |            |            |                     |  |        |        |        |        |
|  | Seattle Sounders          | Cruz Azul        | 0                | 2                | 2 | 0                         | 1                | 1                |                  |                  |                     |   |            |            |            |            |                     |  |        |        |        |        |
|  | Seattle Sounders          |                  |                  |                  |   | 0                         | 1                | 1                |                  |                  |                     |   |            |            |            |            |                     |  |        |        |        |        |
|  | Cruz Azul                 | 0                | 4                | 4                |   |                           |                  |                  |                  |                  |                     |   |            |            |            |            |                     |  |        |        |        |        |
|  | Cruz Azul                 | 0                | 4                | 4                |   |                           |                  |                  |                  |                  | Tigres UANL         | 1 | 0          | 1          |            |            |                     |  |        |        |        |        |
|  |                           |                  |                  |                  |   |                           |                  |                  |                  |                  |                     | 1 | 0          | 1          |            |            |                     |  |        |        |        |        |
|  |                           | Cruz Azul        | 1                | 1                | 2 |                           |                  |                  |                  |                  |                     |   |            |            |            |            |                     |  |        |        |        |        |
|  | FC Cincinnati             | Cruz Azul        | 1                | 1                | 2 | 1                         | 1                | 2                |                  |                  |                     |   |            |            |            |            |                     |  |        |        |        |        |
|  | FC Cincinnati             |                  |                  |                  |   | 1                         | 1                | 2                |                  |                  |                     |   |            |            |            |            |                     |  |        |        |        |        |
|  | Tigres UANL               | 1                | 3                | 4                |   |                           |                  |                  |                  |                  |                     |   |            |            |            |            |                     |  |        |        |        |        |
|  | Tigres UANL               | 1                | 3                | 4                |   | LA Galaxy                 | 0                | 2                | 2                |                  |                     |   |            |            |            |            |                     |  |        |        |        |        |
|  |                           |                  |                  |                  |   | LA Galaxy                 | 0                | 2                | 2                |                  |                     |   |            |            |            |            |                     |  |        |        |        |        |
|  |                           | Tigres UANL      | 0                | 3                | 3 |                           |                  |                  |                  |                  |                     |   |            |            |            |            |                     |  |        |        |        |        |
|  | Herediano                 | Tigres UANL      | 0                | 3                | 3 | 1                         | 1                | 2                |                  |                  |                     |   |            |            |            |            |                     |  |        |        |        |        |
|  | Herediano                 |                  |                  |                  |   | 1                         | 1                | 2                |                  |                  |                     |   |            |            |            |            |                     |  |        |        |        |        |
|  | LA Galaxy                 | 0                | 4                | 4                |   |                           |                  |                  |                  |                  |                     |   |            |            |            |            |                     |  |        |        |        |        |

### Primo turno
| Squadra 1       | Totale      | Squadra 2           | Andata | Ritorno |
| --------------- | ----------- | ------------------- | ------ | ------- |
| Colorado Rapids | 2 - 2 (gfc) | Los Angeles FC      | 2 - 1  | 0 - 1   |
| Sporting K.C.   | 1 - 4       | Inter Miami         | 0 - 1  | 1 - 3   |
| Forge           | 0 - 5       | Monterrey           | 0 - 2  | 0 - 3   |
| Saprissa        | 2 - 3       | Vancouver Whitecaps | 2 - 1  | 0 - 2   |
| Cavalry         | 2 - 3       | Pumas UNAM          | 2 - 1  | 0 - 2   |
| Cibao           | 1 - 4       | Guadalajara         | 1 - 1  | 0 - 3   |
| Real Hope FA    | 0 - 7       | Cruz Azul           | 0 - 2  | 0 - 5   |
| Antigua GFC     | 2 - 6       | Seattle Sounders    | 1 - 3  | 1 - 3   |
| Real Estelí     | 1 - 3       | Tigres UANL         | 1 - 0  | 0 - 3   |
| Motagua         | 2 - 5       | FC Cincinnati       | 1 - 4  | 1 - 1   |
| Herediano       | 2 - 1       | Real Salt Lake      | 0 - 0  | 2 - 1   |

### Ottavi di finale
| Squadra 1           | Totale      | Squadra 2     | Andata | Ritorno |
| ------------------- | ----------- | ------------- | ------ | ------- |
| Los Angeles FC      | 4 - 2       | Columbus Crew | 3 - 0  | 1 - 2   |
| Inter Miami         | 4 - 0       | Cavalier      | 2 - 0  | 2 - 0   |
| Vancouver Whitecaps | 3 - 3 (gfc) | Monterrey     | 1 - 1  | 2 - 2   |
| Pumas UNAM          | 3 - 1       | Alajuelense   | 2 - 0  | 1 - 1   |
| Guadalajara         | 1 - 4       | América       | 1 - 0  | 0 - 4   |
| Seattle Sounders    | 1 - 4       | Cruz Azul     | 0 - 0  | 1 - 4   |
| FC Cincinnati       | 2 - 4       | Tigres UANL   | 1 - 1  | 1 - 3   |
| Herediano           | 2 - 4       | LA Galaxy     | 1 - 0  | 1 - 4   |

### Quarti di finale
| Squadra 1           | Totale      | Squadra 2   | Andata | Ritorno |
| ------------------- | ----------- | ----------- | ------ | ------- |
| Los Angeles FC      | 2 - 3       | Inter Miami | 1 - 0  | 1 - 3   |
| Vancouver Whitecaps | 3 - 3 (gfc) | Pumas UNAM  | 1 - 1  | 2 - 2   |
| América             | 1 - 2       | Cruz Azul   | 0 - 0  | 1 - 2   |
| LA Galaxy           | 2 - 3       | Tigres UANL | 0 - 0  | 2 - 3   |

### Semifinali
| Squadra 1           | Totale | Squadra 2   | Andata | Ritorno |
| ------------------- | ------ | ----------- | ------ | ------- |
| Vancouver Whitecaps | 5 - 1  | Inter Miami | 2 - 0  | 3 - 1   |
| Tigres UANL         | 1 - 2  | Cruz Azul   | 1 - 1  | 0 - 1   |

### Finale
| Arbitro: | López Castellanos |

|                                                       |           |  |
| Rivero 8’ Faravelli 28’ Sepúlveda 37’, 50’ Bogusz 45’ | Marcatori |  |

## Classifica marcatori
Aggiornata al 1º giugno 2025.
| Gol |  |  | Giocatore                | Squadra             |
| --- |  |  | ------------------------ | ------------------- |
| 9   |  |  | Ángel Sepúlveda          | Cruz Azul           |
| 6   |  |  | Brian White              | Vancouver Whitecaps |
| 5   |  |  | Lionel Messi             | Inter Miami         |
| 3   |  |  | Pedro de la Vega         | Seattle Sounders    |
| 3   |  |  | Pavel Bucha              | FC Cincinnati       |
| 3   |  |  | Denis Bouanga            | Los Angeles FC      |
| 3   |  |  | Luis Suárez              | Inter Miami         |
| 3   |  |  | Guillermo Martínez Ayala | UNAM                |
| 3   |  |  | Nicolás Ibáñez           | Tigres              |
| 3   |  |  | Sebastian Berhalter      | Vancouver Whitecaps |